# 澳門經濟文化辦事處
澳门经济文化办事处（葡萄牙語：Delegação Económica e Cultural de Macau em Taiwan，葡文縮寫：DECM (Taiwan)）是澳門特別行政區驻台湾的辦事機構。

## 职能
澳门经济文化办事处为澳门居民在台工作、学习、旅行、商务、生活以及可能遇到的紧急情况提供服务和援助。它也促进澳台在经贸、旅游、科技、环保、教育、医卫、文化活动、学术出版、专业技术、社会福利等其他领域的交流合作。澳门政府“更賦予辦事處加強台澳共同打擊犯罪及司法互助合作等業務功能”。

## 歷史
2011年3月，澳門行政長官辦公室正式向中華民國政府提出來台設立辦事機構之具體規劃。同時，行政院陸委會提出駐澳門機構——「台北經濟文化中心」對外名稱更名及功能地位提升問題，双方進行磋商达成共識。行政院依《香港澳門關係條例》核准澳門政府來台設立「澳門經濟文化辦事處」。7月4日，澳门特别行政区政府对外公布将在台湾地区设立“澳门经济文化办事处”，同时“台北经济文化中心”更名为“台北经济文化办事处”。
2011年11月14日，《第33/2011号行政法规〈在台湾设立澳门经济文化办事处〉》刊登于政府公报，并于翌日生效。
2011年12月2日，办事处正式投入运作。
2012年5月13日中午，澳门经济文化办事处正式开幕，由時任社会文化司张裕司长、行政长官办公室主任谭俊荣，陸委會港澳處長嚴重光，以及政府多个部门的领导和澳门文化、教育、旅游等领域的业界团体代表赴台出席办事处的开幕仪式。
2021年6月16日，澳門政府宣布同月19日起澳門經濟文化辦事處暫停運作。澳门特区政府表示，在台办事处人员的证件续期和新轮换人员赴台申请一直无法获批，在台办事处不得已暂停运作。

## 历任主任
1. 梁洁芝（2011年11月16日－2018年9月26日）[8]
2. 何永慧（2018年9月26日－2020年9月26日）
3. 林智綺（2020年9月26日－2021年6月19日，代理）

## 性质
大陸委員會定义该机构为“澳門政府駐台機構”、“辦事機構”，属《香港澳門關係條例》管辖范围，并非外交代表機構。

## 交通
- 臺北捷運： 台北101/世貿站